# Friedrich Wilhelm Sporleder
Friedrich Wilhelm Sporleder (Wernigerode, 18 de abril de 1787 - ibíd., 28 de marzo de 1875) fue un administrador público y naturalista alemán. Concurrió al Liceo en Wernigerode, de 1800 a 1806, estudiando luego derecho en Gotinga; y luego fue empleado secretario de gobierno del conde de Wernigerode, después del Consejo, y en 1840 el gobierno y el consistorio. Su pasión era la historia natural, especialmente la botánica. Poseyó una extensa colección de historia natural.

## Algunas publicaciones
- 1832. Der Pastor Kessler, en: Wernigeröder Intell.-Blatt, 40
- Beiträge über die Flora des Harzes zu den Harzbüchern von Gottschalk, Meyer, Nehse und Brederlow. Reimpreso en 2005 por Botanischer Arbeitskreis Nordharz, 444 pp. ISBN 3000163840
- 1853. Beitrag zur Flora der Insel Portorico (Contribución a la flora de la isla de Puerto Rico). Ed. Schwetschke. 366 pp.
- 1882. Verzeichniß der in der Grafschaft Wernigerode und der nächsten Umgegend wildwachsenden Phanerogamen und Gefäß-Kryptogamen, sowie der daselbst im Freien in grösserer Menge gebauten Pflanzen (Lista de Fanerógamas silvestres y criptógamas en el área del condado de Wernigerode e inmediaciones ). Ed. Angerstein. 336 pp.

## Honores
- miembro de la Asociación Científica de Wernigerode

- La abreviatura «Sporl.» se emplea para indicar a Friedrich Wilhelm Sporleder como autoridad en la descripción y clasificación científica de los vegetales.[1]